# Ficus lapathifolia
Ficus lapathifolia là một loài thực vật thuộc họ Moraceae. Đây là loài đặc hữu của México.